# Habilidades para la vida

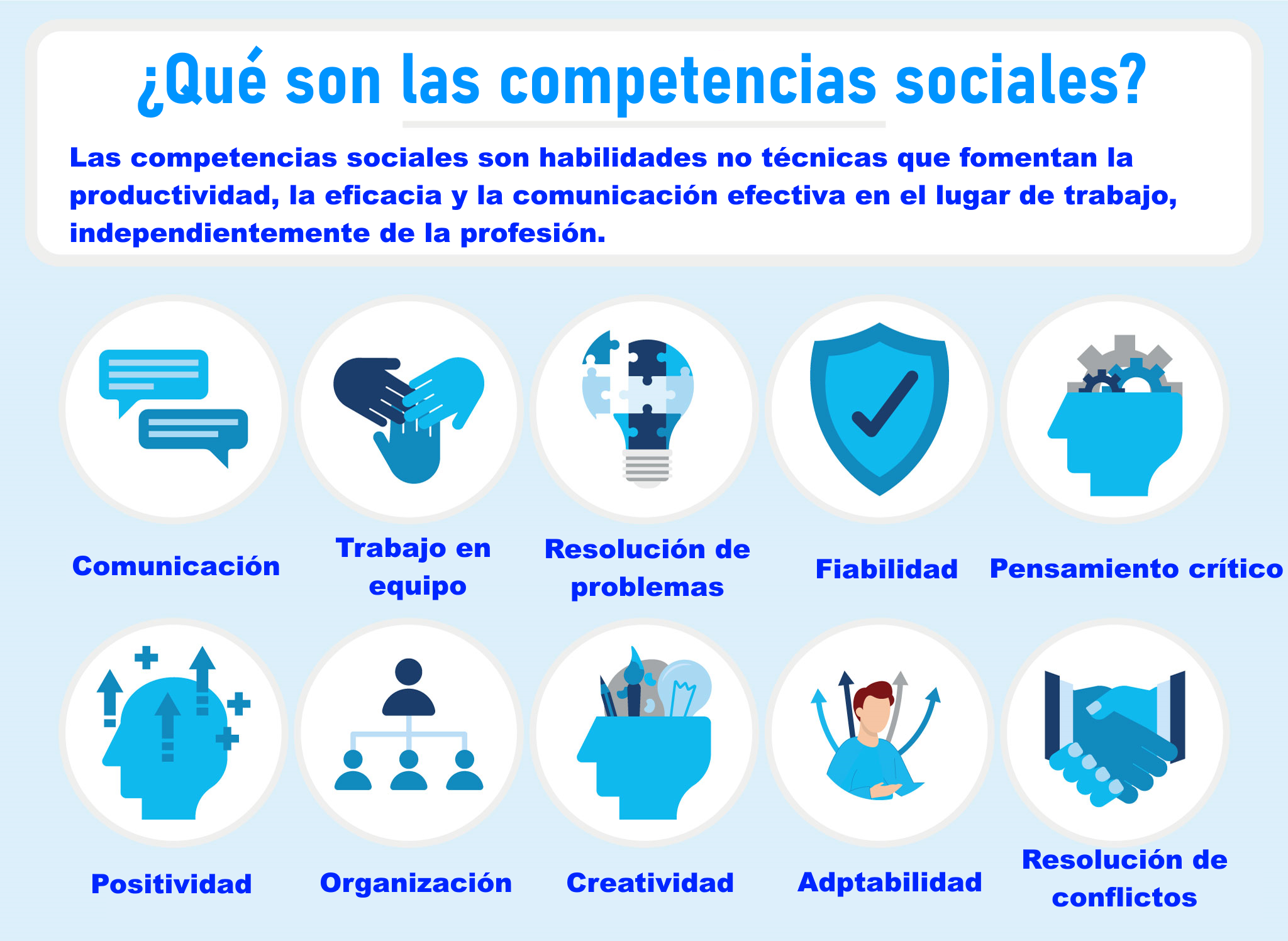
imagen que ilustra 10 «habilidades sociales», entre ellas la comunicación, el trabajo en equipo, la resolución de problemas, la fiabilidad, el pensamiento crítico, la positividad, la organización, la creatividad, la adaptabilidad y la resolución de conflictos.

La Organización Mundial de la Salud (OMS) en 1999 define las habilidades para la vida o competencias psicosociales como “la habilidad de una persona para enfrentarse exitosamente a las exigencias y desafíos de la vida diaria”.

## Categorías
Las habilidades para la vida propuestas por la (OMS) en 1993, son las siguientes:
1. Autoconocimiento: reconocimiento de nuestra personalidad, características, idiosincrasia, fortalezas, debilidades, aspiraciones, expectativas, etc.
2. Empatía: capacidad para ponerse en el lugar de otra persona y desde esa posición captar sus sentimientos.
3. Comunicación efectiva o asertiva: habilidad para expresarse de manera apropiada al contexto relacional y social en el que se vive.
4. Relaciones interpersonales: competencia para interactuar positivamente con las demás personas.
5. Toma de decisiones: capacidad para construir racionalmente las decisiones cotidianas de nuestra vida.
6. Solución de problemas y conflictos: destreza para afrontar constructivamente las exigencias de la vida cotidiana.
7. Pensamiento creativo: utilización de los procesos de pensamiento para buscar respuestas innovadoras a los diversos desafíos vitales.
8. Pensamiento crítico: capacidad para analizar con objetividad experiencias e información, sin asumir pasivamente criterios ajenos.
9. Manejo de emociones y sentimientos: reconocimiento y gestión positiva de nuestro mundo emocional.
10. Manejo de la tensión y el estrés: capacidad para reconocer nuestras fuentes de tensión y actuar positivamente para su control.

## Iniciativa internacional
La iniciativa original de la Organización Mundial de la Salud de impulsar la educación en Habilidades para la Vida en escuelas y colegios, surgió del reconocimiento de que, debido a los cambios culturales y en los estilos de vida, con frecuencia las niñas, niños y jóvenes de hoy no están suficientemente equipados con las destrezas necesarias para enfrentar los enormes desafíos y presiones del mundo contemporáneo.
Hacia principios de la década de los noventa, la División de Salud Mental de la Organización Mundial de la Salud comenzó a difundir los materiales informativos y educativos diseñados para apoyar y promover internacionalmente la educación en Habilidades para la Vida en las escuelas y colegios. La propuesta inicial de la OMS consistió en el grupo de las diez habilidades mencionadas anteriormente.
Este grupo de diez Habilidades para la Vida, son fundamentalmente destrezas que le sirven a las personas para relacionarse mejor consigo mismas, con las demás personas y con el entorno, por lo que puede decirse que la educación en Habilidades para la vida es un estilo de educación que se centra en los aspectos más personales, humanos y subjetivos del individuo, sin descuidar el papel de la interacción colectiva que contribuye a configurar su desempeño personal y social.

## Aplicación en las instituciones educativas
El enfoque en la educación en Habilidades para la vida en los colegios, consiste en el diseño de currículos integrales en los que la enseñanza de estas habilidades haga parte de los programas escolares de educación para una vida saludable, en combinación con otras intervenciones y medidas, orientadas al mejoramiento de las condiciones de salud y bienestar y las oportunidades para el aprendizaje.
La educación en Habilidades para la vida sigue siendo un campo muy activo de la práctica y la investigación educativas en distintas regiones del mundo. En el contexto más cercano de los países de América Latina y el Caribe, por ejemplo, en Barbados, Chile, Colombia y Costa Rica desde hace varios años se viene trabajando en la educación en Habilidades para la vida como un componente importante de los programas de salud escolar y las actividades de educación para la salud de las Escuelas Promotoras de la Salud.
El enfoque de educación en habilidades para la vida ha mostrado su eficacia en el abordaje educativo de contenidos que, sin ánimo de exhaustividad, podemos cifrar en los siguientes:
- Desarrollo de la autonomía personal y la inclusión social
- Promoción de comportamientos prosociales
- Fomento de la igualdad entre hombres y mujeres
- Educación afectivo-sexual
- Solución negociada de conflictos de convivencia
- Abuso de drogas
- Afrontamiento de situaciones de violencia